# Sân vận động Stanford
Sân vận động Stanford (tiếng Anh: Stanford Stadium) là một sân vận động thể thao ngoài trời ở Stanford, California. Sân nằm trong khuôn viên của Đại học Stanford. Đây là sân nhà của đội bóng bầu dục đại học Stanford Cardinal. Sân cũng là địa điểm diễn ra các bài tập khởi động thể dục của trường đại học. Sân được khánh thành vào năm 1921 để sử dụng cho bóng bầu dục và điền kinh, với nền móng bằng đất và chỗ ngồi bằng những thanh gỗ trên một khung thép. Sân có sức chứa ban đầu là 60.000 người, sau đó đã tăng lên 89.000 người vào năm 1927 dưới dạng một sân vận động gần như khép kín. Ngay sau mùa giải 2005, sân vận động đã bị phá bỏ và được xây dựng lại với cấu trúc bê tông hai tầng, không có đường chạy điền kinh. Ngày nay, sân có sức chứa 50.424 chỗ ngồi.

## World Cup 1994
Sân vận động Stanford tổ chức 6 trận đấu tại World Cup 1994, bao gồm 4 trận đấu ở vòng bảng, 1 trận ở vòng 16 đội và 1 trận tứ kết.
| Ngày                | Giờ   | Đội     | Kết quả                    | Đội       | Vòng        | Khán giả |
| ------------------- | ----- | ------- | -------------------------- | --------- | ----------- | -------- |
| 20 tháng 6 năm 1994 | 13:00 | Brasil  | 2 - 0                      | Nga       | Bảng B      | 81.061   |
| 24 tháng 6 năm 1994 | 13:00 | Brasil  | 3 - 0                      | Cameroon  | Bảng B      | 83.401   |
| 26 tháng 6 năm 1994 | 13:00 | Thụy Sĩ | 0 - 2                      | Colombia  | Bảng A      | 83.401   |
| 28 tháng 6 năm 1994 | 13:00 | Nga     | 6 - 1                      | Cameroon  | Bảng B      | 74.914   |
| 4 tháng 7 năm 1994  | 12:30 | Brasil  | 1 - 0                      | Hoa Kỳ    | Vòng 16 đội | 85.147   |
| 10 tháng 7 năm 1994 | 12:30 | România | 2 - 2 (S.h.p) (4 - 5, pen) | Thụy Điển | Tứ kết      | 83.500   |